# Шосткинський повіт
Шосткинський повіт — адміністративно-територіальна одиниця Чернігівської губернії утворена в 1920 році. Повітовий центр — містечко Шостка.

## Історія
Повіт було утворено у серпні 1920 року шляхом часткового розукрупнення сусідніх повітів. З Глухівського повіту було передано Воронізьку, Локотську та Ямпільську, з Кролевецького Клишківську та Чапліївську, з Новгород-Сіверського Івотську волості.
На півночі повіт межував з Новгород-Сіверським повітом, на сході та півдні з Глухівським повітом, на південному заході та заході із Кролевецьким повітом.
Повіт проіснував до 7 березня 1923 року, коли було скасовано повітовий устрій. Територія увійшла до складу Новгород-Сіверської округи.

## Адміністративний устрій
Повіт складався із 6 волостей - Воронізької, Івотської, Клишківської, Локотської, Чапліївської та Ямпільської.
До складу повіту входило 3 містечка - Вороніж, Шостка, Ямпіль.